# Jérôme Bonaparte
Pour les articles homonymes, voir Bonaparte.
Ne doit pas être confondu avec Jérôme Napoléon Charles Bonaparte ou Jérôme Napoléon (1957).
Jérôme Bonaparte,, né le 15 novembre 1784 à Ajaccio (Corse) et mort le 24 juin 1860 au château de Vilgénis (Essonne), est un prince français et altesse impériale (1806 et 1852), fils de Charles-Marie Bonaparte et de Maria-Létizia Ramolino, et le plus jeune frère de Napoléon.
Sous le Premier Empire, il est roi de Westphalie entre 1807 et 1813, sous le nom de Jérôme-Napoléon Ier, et règne jusqu’à l’occupation du royaume par les Prussiens, après la bataille de Leipzig. De retour en France, il est exilé après la chute de Napoléon en 1814, à l’issue de la campagne de France, et trouve refuge auprès de son beau-père, le roi Frédéric Ier de Wurtemberg, qui lui confère le titre de prince de Montfort à partir de 1816.
Jérôme retourne en France avec sa famille en 1848, lorsque son neveu, Louis-Napoléon, est élu président de la Seconde République. Le prince occupe alors plusieurs postes officiels, et reçoit la distinction de maréchal de France en 1850.
En 1852, après l’établissement du Second Empire, il récupère son statut de prince français et d'altesse impériale, et accède à la présidence du Sénat. Il est le seul des frères et sœurs de Napoléon à avoir vécu assez longtemps pour voir la restauration de Bonaparte sur le trône français. En tant que plus proche parent encore en vie du nouvel empereur Napoléon III, Jérôme est reconnu comme l’héritier présomptif du trône impérial de France jusqu’à la naissance du prince impérial en 1856, mais demeure second dans l’ordre de succession jusqu’à sa mort en 1860. Il est inhumé à l’hôtel des Invalides, auprès de deux de ses frères, Napoléon et Joseph.

## Biographie

### Jeunesse
Jérôme Bonaparte n’a pas neuf ans lorsque sa famille se réfugie sur le continent en 1793, par suite de son bannissement politique de la Corse, et onze ans quand son frère Napoléon, général dans l'armée républicaine, se distingue lors de la campagne d'Italie et signe le traité de Campo-Formio qui donne à la France toutes les possessions autrichiennes de la rive gauche du Rhin jusqu'à la mer du Nord.
Il a quatorze ans en 1799, lorsque ce même frère prend le pouvoir et devient Premier Consul. Au sortir du collège de Juilly, où il a fait ses études, il entre dans la marine en janvier 1800 et obtient le grade de lieutenant l’année suivante.
Son beau-frère, le général Leclerc, l’emmène à Saint-Domingue, puis le renvoie peu de temps après avec des dépêches importantes pour son frère. Sa mission remplie, Jérôme, aux commandes du brick l'Epervier, repart sur-le-champ pour la Martinique.

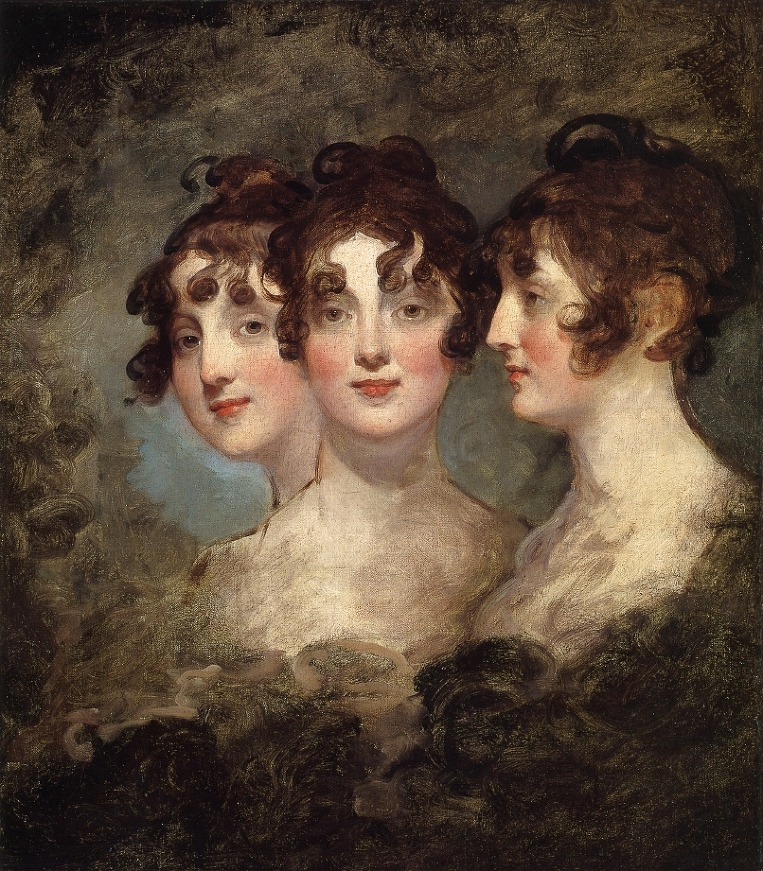
Elizabeth Patterson en 1804 (triplée).

En juillet 1803, il abandonne son navire à la Martinique et se rend aux États-Unis, à Baltimore, où il arrive le 20 juillet. Il y épouse le 24 décembre, quoique encore mineur et sans le consentement de sa famille, Elizabeth Patterson, fille d’un commerçant de la ville.
Jérôme rentre en France en 1805 sur un navire américain affrété par son beau-père ; son mariage, comme celui de son autre frère Lucien, déplaît à Napoléon qui, malgré la douleur et la résistance de Jérôme, tendrement attaché à sa femme dont il a un fils, le fait casser (par décret impérial, le 11 mars 1805) pour cause de minorité. En mai, l’Empereur lui attribue le commandement de l'escadre basée à Gênes ; en juillet, il est chargé de se rendre à Alger pour y racheter 250 Génois que le dey d'Alger retient en esclavage. À la suite de cette mission, qu’il remplit avec succès, il est officiellement élevé au grade de capitaine de vaisseau, qu'il avait usurpé dès sa nomination à Gênes.

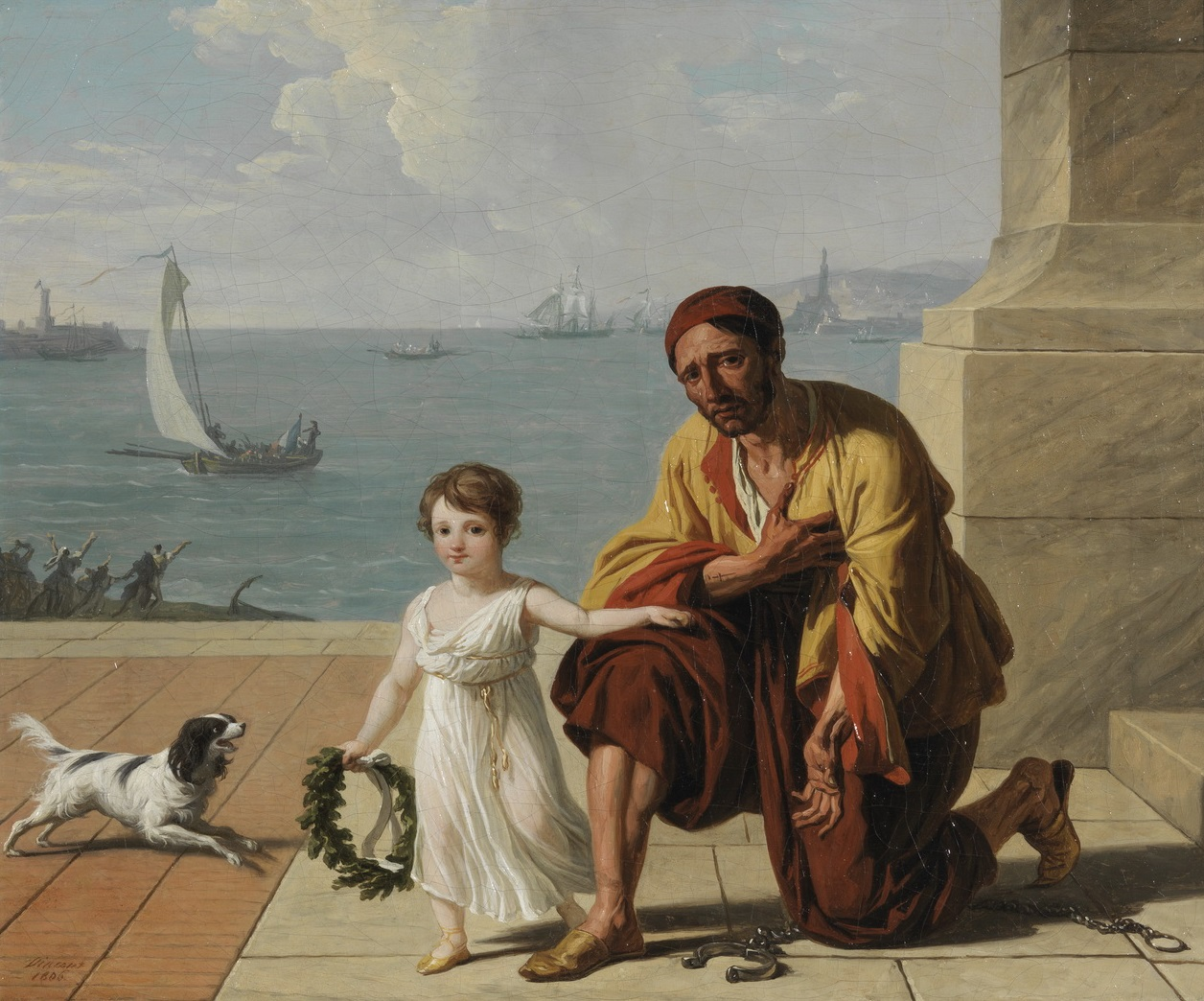
François-André Vincent, Allégorie de la libération des esclaves d’Alger par Jérôme Bonaparte, 1806.

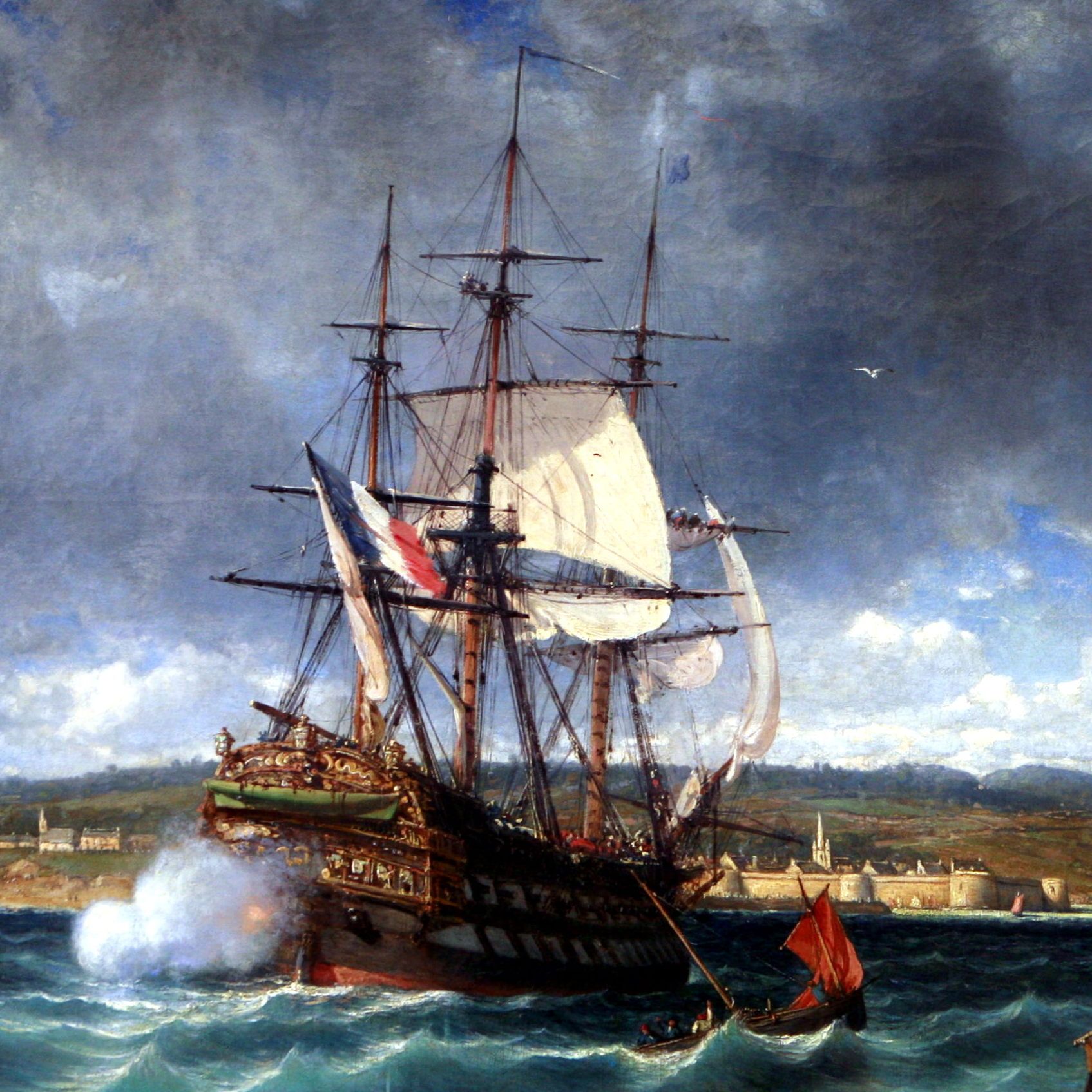
Sous le feu des vaisseaux britanniques, le Vétéran entre en baie de Concarneau grâce au matelot Furic.

Commandant un vaisseau de 74 canons, le Vétéran, avec un bon second pour l'aider, le futur amiral Halgan, il participe à la croisière de l'escadre du contre-amiral Willaumez vers le cap de Bonne-Espérance, puis la Martinique. En août, un fort coup de vent disperse les bâtiments, Jérôme en profite pour quitter l'escadre sans prévenir son supérieur,[Qui ?] et rentre en France. Poursuivi par les Britanniques jusqu'aux Glénan, sauvé par son pilote Jean-Marie Furic, il parvient à se réfugier à Concarneau où le Vétéran restera trois ans.
Cette année même, il est nommé contre-amiral, prince français, avec une rente d'un million, décoré du grand aigle de la Légion d'honneur en septembre 1806, retrouvant sa place au sein du clan Bonaparte, et intègre l'ordre de succession dynastique.
En 1807, il quitte le service de mer pour prendre le commandement d’un corps d'armée de Bavarois et de Wurtembergeois, à la tête duquel il enlève la Silésie au roi de Prusse, succès qui lui vaut le grade de général de division, trois mois après la paix de Tilsitt.

### Roi de Westphalie

#### Création du royaume

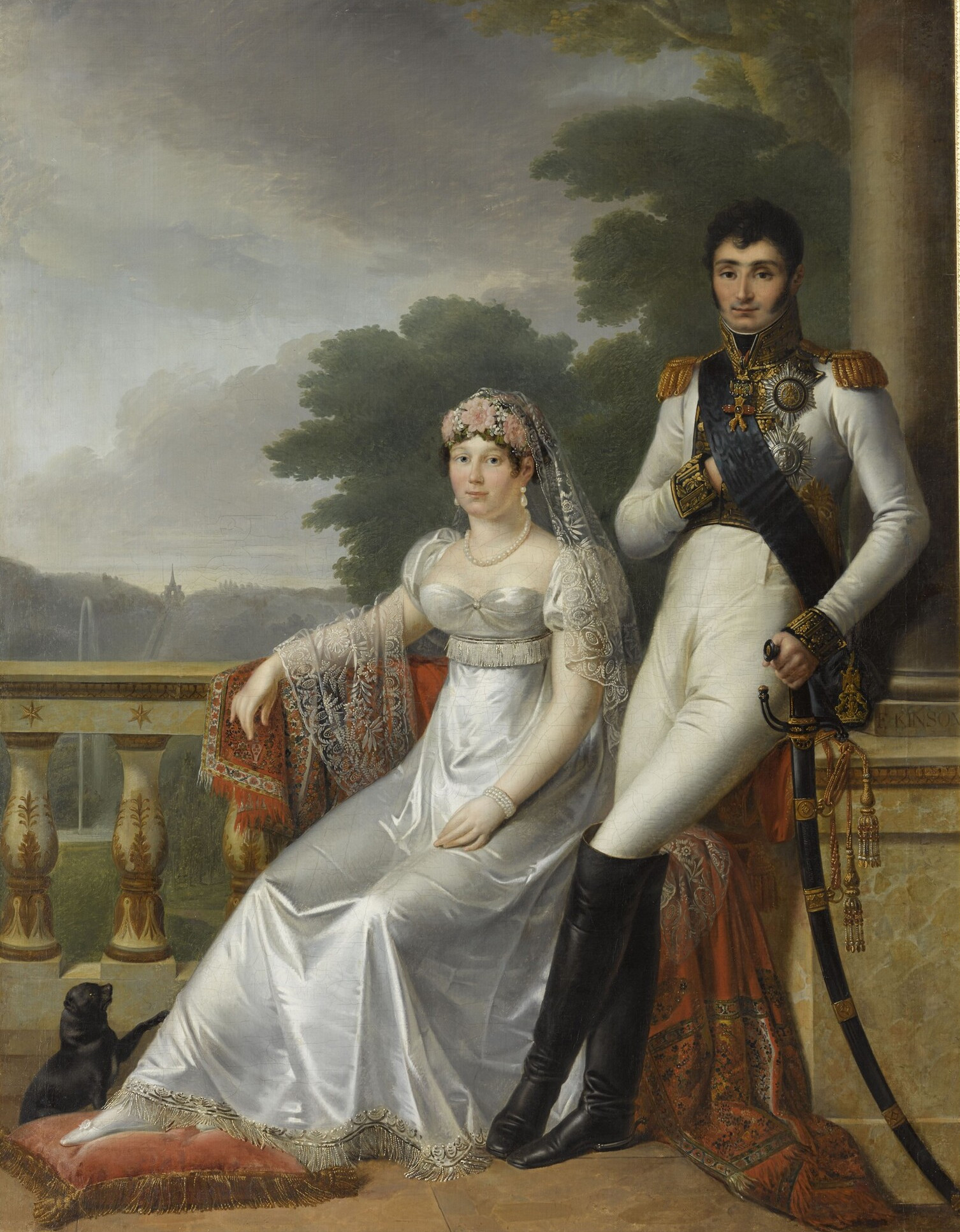
Portrait de Jérôme-Napoléon Ier et de Catherine de Wurtemberg par François-Joseph Kinson.

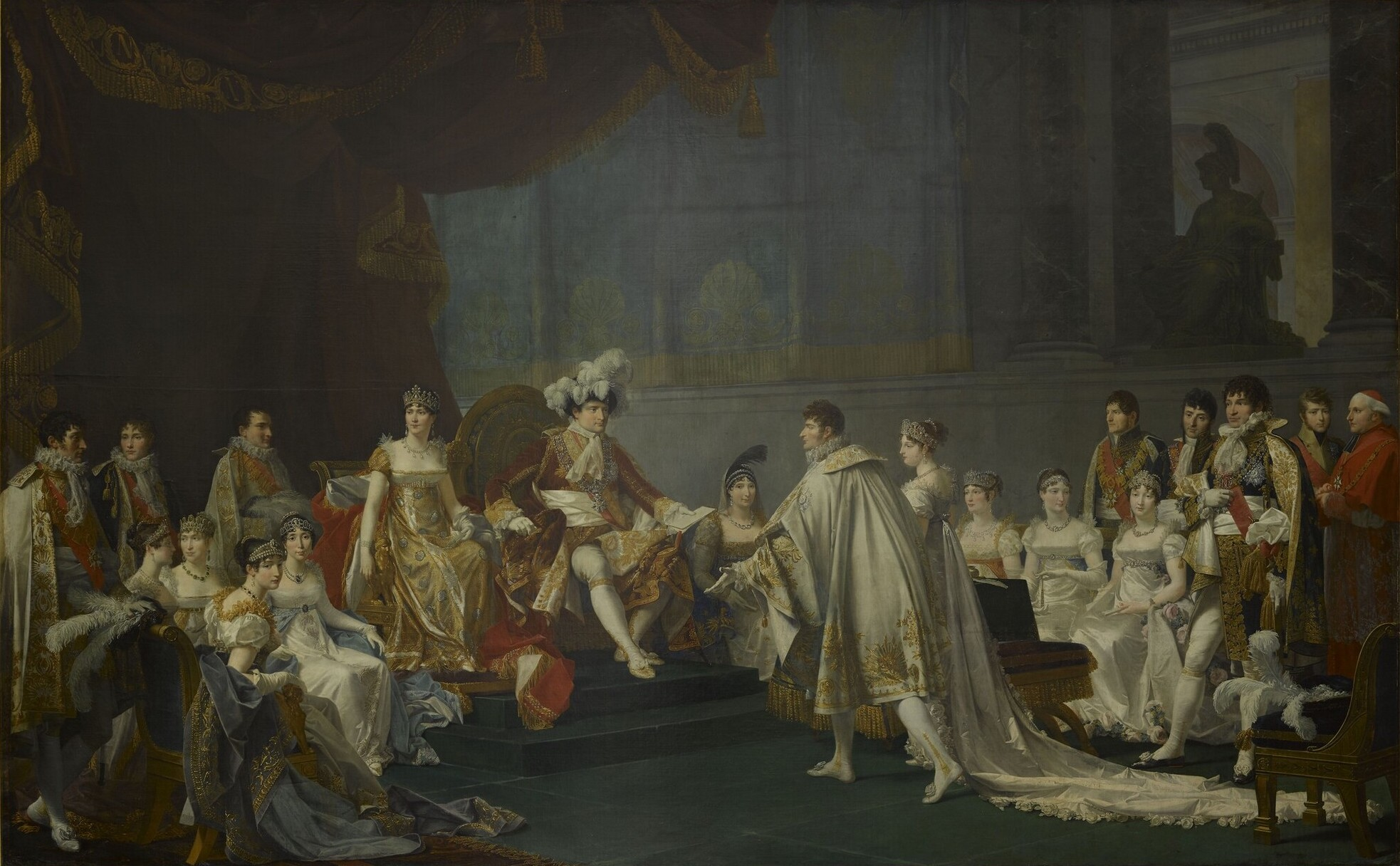
Mariage de Jérôme Bonaparte et de Catherine de Wurtemberg.

Dans le mois d’août 1807, son frère lui fait épouser la princesse Catherine de Wurtemberg, fille de Frédéric Ier de Wurtemberg, et six jours après, il est créé roi de Westphalie. Il s'installe avec son épouse dans sa nouvelle capitale : Cassel (ancienne résidence des électeurs de Hesse-Cassel). Les diverses puissances reconnaissent ce nouveau monarque, qui reçoit en même temps du tsar Alexandre Ier de Russie la décoration de l’ordre de Saint-André de Russie.

#### König Lustig
Jérôme a alors vingt-cinq ans et toute la fougue de la jeunesse. Fier de la position de son frère et de la sienne, il manque souvent de modération et de prudence dans le choix de ses amis. Dépensier et frivole, il multiplie les maîtresses ; la reine, qu'on surnomme « la dinde de Westphalie », ferme les yeux car elle adore son mari qu'elle surnomme « Fifi ».

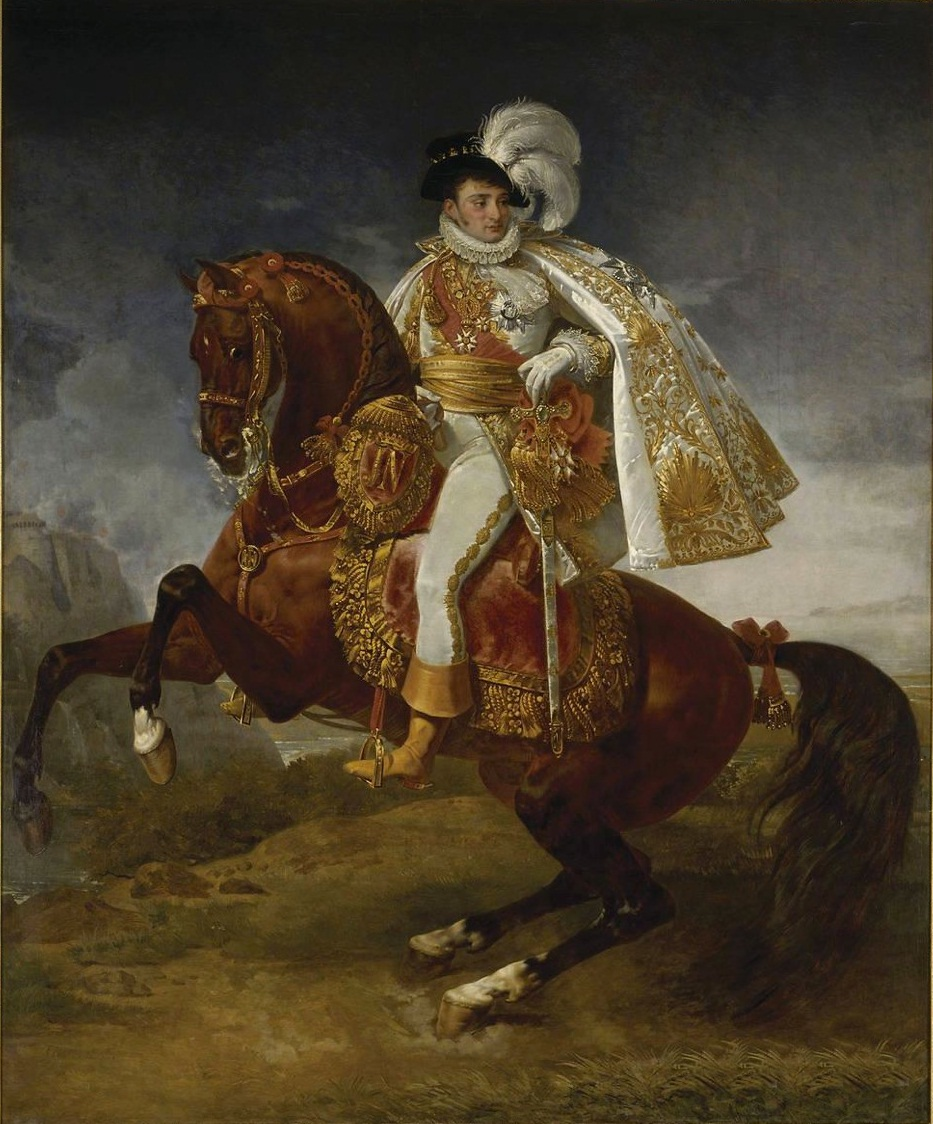
Portrait équestre de Jérôme Bonaparte par Antoine-Jean Gros.

Ses ministres Beugnot et Reinhart, nommés par Napoléon pour mener les affaires, ne peuvent le raisonner, et bientôt « le roi trouvera son trésor épuisé, ses sujets accablés, ses ministres désolés, le crédit anéanti, les ressources dévorées à l'avance ». Napoléon s'exprimera ainsi sur son compte à l'île Sainte-Hélène avec une juste sévérité…
Celui qu'on nomme König Lustig (« le roi drôle ») établit sa résidence à Cassel, introduit dans son royaume les institutions françaises et abolit de nombreux abus. Il commence à y joindre l’entente des affaires publiques, lorsque les événements politiques viennent rendre le prince à la vie privée. État-modèle, le royaume de Westphalie devait servir de référence aux autres territoires allemands, ayant reçu la première constitution et abrité le premier parlement en pays germanique. Jérôme importe de Paris le style Empire au langage conforme aux nouvelles visées politiques et la ville de Cassel connaît un essor culturel sans pareil. En tant que membre de la confédération du Rhin, Jérôme veut son armée. C'est le général Eblé, le futur héros de la Bérézina, qui mène à bien l'entreprise où l'on trouve le général normand Allix, devenu divisionnaire westphalien.

#### La chute

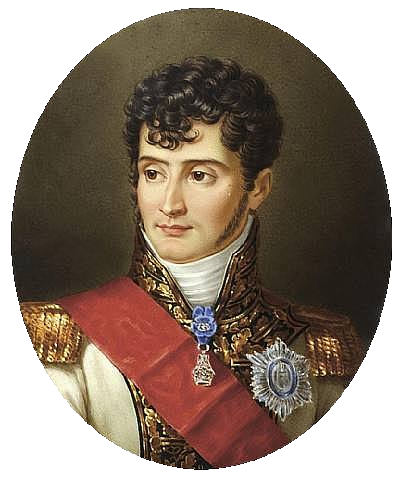
Jérôme-Napoleon I^{er} par Sophie Liénard.

Le roi de Westphalie fait la campagne de Russie de 1812 à la tête d’une division allemande qui se distingue à Ostrovno et à Moguilev.
À la suite d'une querelle avec le maréchal Louis Nicolas Davout, il se fait surprendre à la bataille de Smolensk, laissant échapper le général russe Bagration, faute qui lui vaut d'être rétrogradé sous les ordres de Davout. Vexé, il quitte l'armée sans prévenir, ce qui entraîne des retards dans les mouvements, et rentre à Cassel. Napoléon, furieux, fait dire que le roi est malade…
Les désastres de 1812 et de 1813 forcent Jérôme à quitter son royaume. La reine son épouse ne le quitte pas dans les jours d’adversité et l’accompagne à Paris mais, au mois de mars 1814, les époux doivent se séparer, Jérôme pour rejoindre l’impératrice-régente Marie-Louise à Blois, et la reine pour rentrer dans les États de son père. C’est en quittant Paris, à peu de distance de la capitale, à Fossard, sur la route de Fontainebleau, qu’elle est attaquée par une bande armée que commande un ancien chouan, le marquis de Maubreuil, qui avait fait partie de sa maison en qualité d’écuyer à Cassel. La reine y perd ses diamants, son argent et ses effets les plus précieux, qui lui sont enlevés. Catherine montre, à cette occasion, qu'elle n'est pas si « dinde » : se souvenant qu'elle est la cousine du tsar Alexandre, elle alerte le souverain, alors maître de Paris. Il fait aussitôt rechercher les escrocs par le baron Vitrolles, qui retrouve une grande partie du butin.

### Les Cent-Jours
Après l’abdication de l’Empereur, en 1814, Jérôme se réfugie à la cour de Wurtemberg. Il est à Trieste avec sa femme, quand la nouvelle de l’événement du 20 mars le ramène à Paris. Il obtient de Joachim Murat une frégate sur laquelle il parvint à s’embarquer secrètement. Il assiste à la cérémonie du Champ-de-Mai, le 1er juin, et le 2 juin, il prend séance parmi les pairs.
Davout, ministre de la Guerre, qui le déteste toujours, ne lui donne pas de commandement. Jérôme suit son frère en Belgique, autorisé à marcher avec le général Guilleminot, qui commande la 6e division d'infanterie du 1er corps du général Reille.
Il déploie aux Quatre-Bras la plus grande bravoure mais le surlendemain, à Waterloo, lui qui n'a jamais été capable de commander une compagnie, outrepasse les ordres dans le bois d’Hougoumont. C'est un désastre où sa division est mal utilisée toute la journée et décimée. Sans préparation d'artillerie, il culbute deux fois l’élite des troupes britanniques, qui, protégées par une ferme fortifiée où elles s’étaient établies, font un feu des plus meurtriers. Enfin il reste maître du bois après avoir été blessé au bras. Cette affaire coûte cher. Alors qu'il était seulement prévu un point de fixation sur ce bois de Hougoumont, Jérôme, ayant mal compris, engage tout le corps du général Reille, qui manque par la suite…
Après la bataille de Waterloo, il gagne Avesnes où il réunit les restes de l'armée puis les regroupe sous Laon ; le maréchal Grouchy, qui a bien « retraité » depuis Namur, le rejoint et ils se dirigent sur Soissons.

### Après l'Empire
Après la seconde abdication de son frère, Jérôme quitte secrètement la capitale le 27 juin, et parvient, non sans peine, après avoir erré longtemps en Suisse et en France, à rejoindre sa femme qui s’était réfugiée auprès de son père. Il obtient de ce dernier le château d’Ellwangen, mais à la condition de ne pas s’en éloigner et de ne conserver aucun Français à son service.
Resté impécunieux et surendetté, il négocia de son futur gendre, le richissime Anatole Demidoff (qui épousa en 1840 son unique fille légitime Mathilde), que celui-ci apure une situation financière fort obérée.

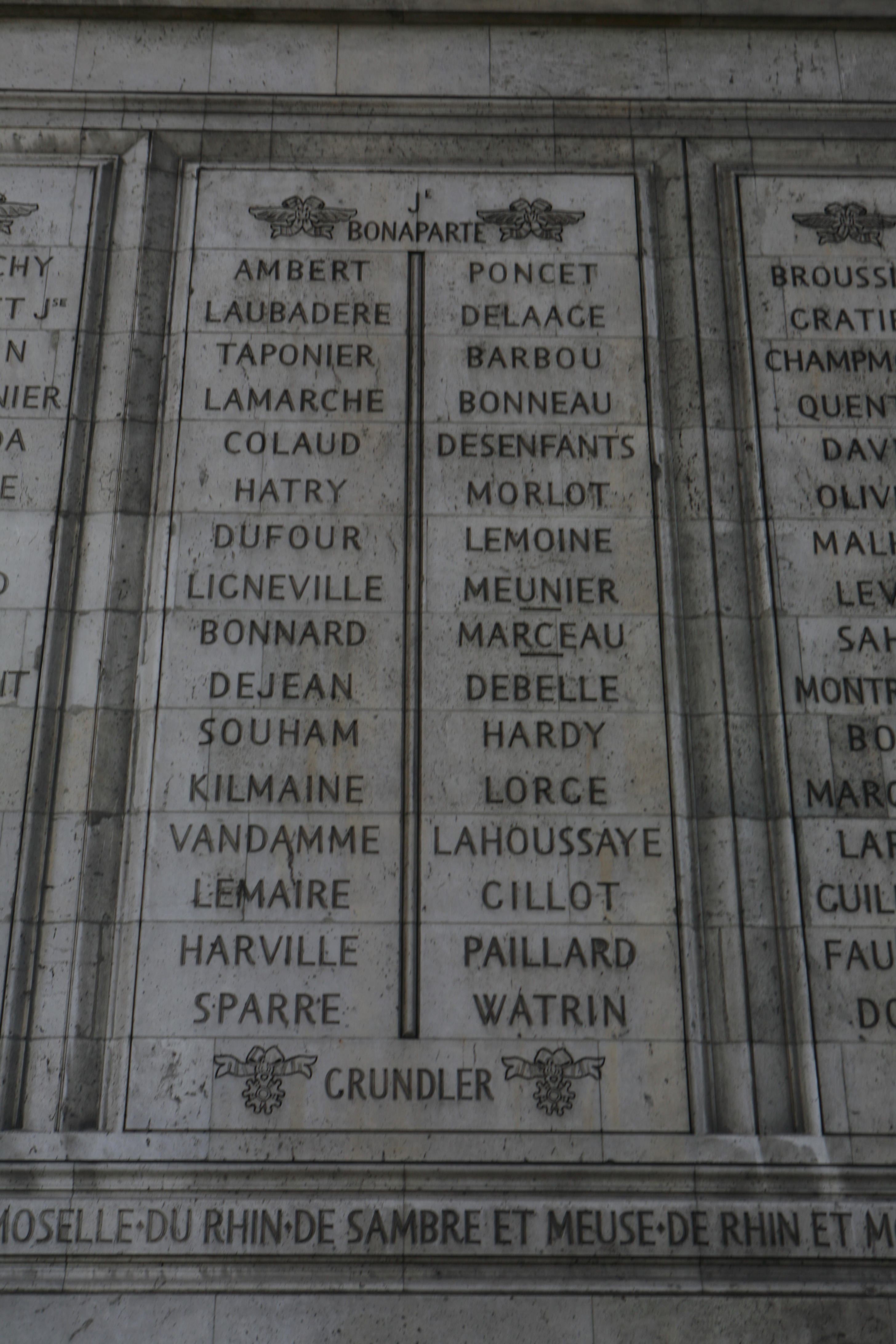
Noms gravés sous l'arc de triomphe de l'Étoile : pilier Nord, 5e et 6e colonnes.

Au mois de juillet 1816, le roi de Wurtemberg confère à son gendre le titre de prince de Montfort, sous lequel il va être longtemps connu. Le roi l’autorise, dans le mois d’août suivant, à se rendre avec sa femme et ses enfants, un fils et une fille, au château de Hainburg, près de Vienne, pour y voir sa sœur Caroline, veuve du roi Murat.
Lorsque Fouché, l’ancien ministre de la Justice de Napoléon, meurt à Trieste, il est à ses côtés, et brûle pour lui, pendant cinq heures, ses papiers.
Jérôme réside principalement dans un château à Schönau an der Triesting près de Vienne et à Trieste, où il vécut à la Villa Necker de 1820 à 1827.
À partir de 1825, le prince de Montfort commença à fréquenter Porto San Giorgio et Fermo dans les Marches en tant qu'invité de la noble famille Trevisani et des comtes Maggiori. Il résida également à partir de 1827 au palais Nannerini à Fermo (aujourd'hui Palazzo Monsignani - Sassatelli, siège de la préfecture). De 1829 à 1831 Jérôme s'installe avec sa famille à Porto San Giorgio, dès que les travaux de la villa néoclassique Caterina (alias Villa Bonaparte) sont achevés sur le projet de l'architecte Ireneo Aleandri. Les travaux ont également été suivis par Pier Damiano Armandi, administrateur des biens du prince. Jérôme fut cependant contraint de quitter cette résidence, sur ordre des autorités pontificales, après la restauration de l'État papal.
En 1847, il sollicite l'autorisation de rentrer en France, ce que la monarchie de Juillet lui accorde pour seulement trois mois et à la suite des événements de février 1848, il rentre définitivement et vit quelque temps dans la retraite, à Paris, dans un appartement situé près du Louvre 3, rue d'Alger.

### La Deuxième République
La popularité toujours croissante de son neveu, le prince Louis Napoléon, le force alors à beaucoup de réserve pour éviter de porter ombrage au gouvernement d’alors. Il soutient néanmoins le futur Napoléon III à l'élection présidentielle des 10 et 11 décembre 1848, que celui-ci remporte avec six millions de suffrages.
Jérôme est nommé le 23 décembre 1848 gouverneur des Invalides. Il accepte en mai 1849 d'être tête de la liste bonapartiste aux élections législatives de 1849 dans le département de la Drôme, qui n'a qu'un élu, Théodore Morin, député sortant de la constituante.
Il est nommé maréchal de France le 1er janvier 1850. Louis-Napoléon lui confie ensuite la présidence du Sénat en janvier 1852.

### Napoléon III et le Second Empire

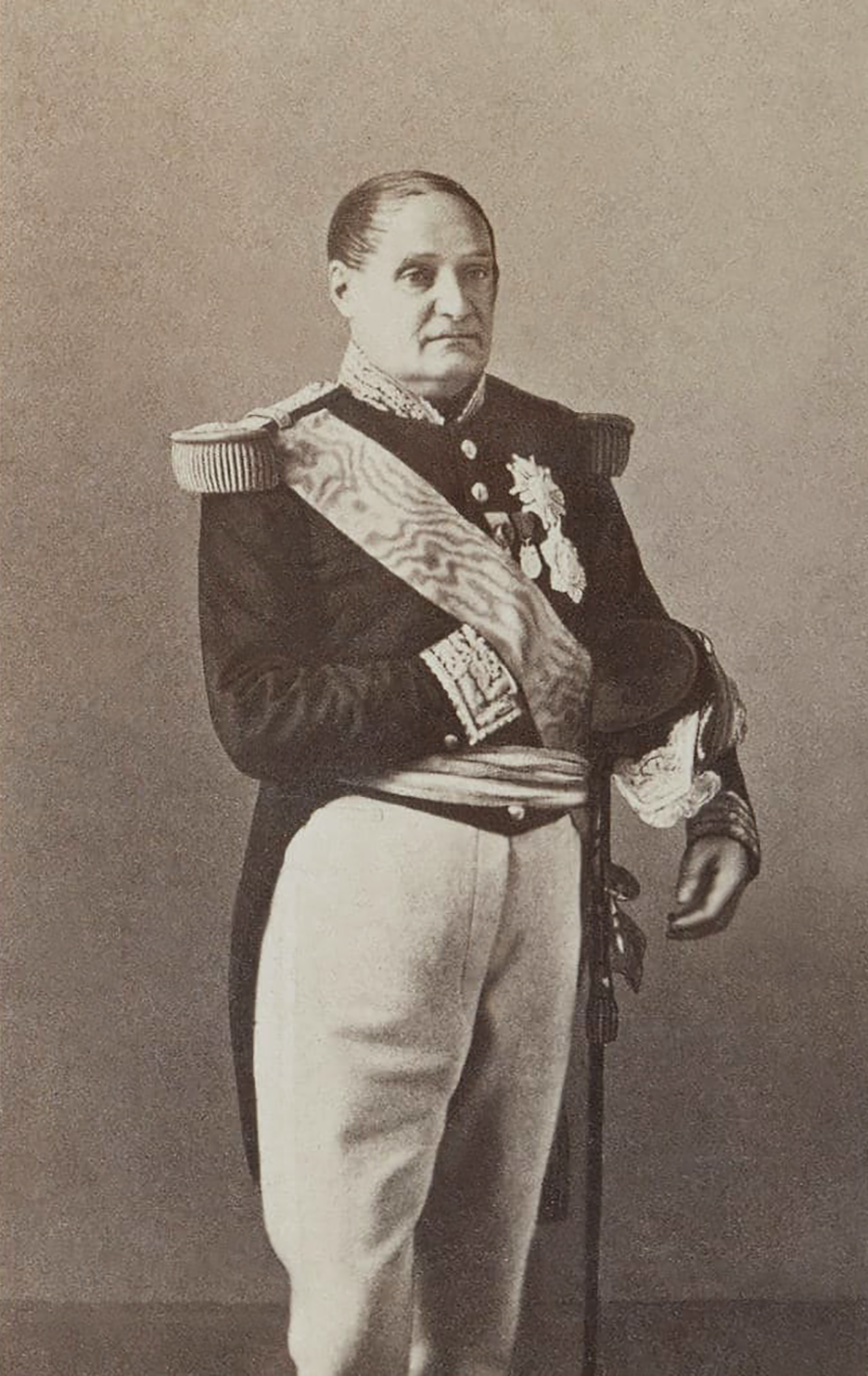
Le maréchal Jérôme Bonaparte à la fin de sa vie.

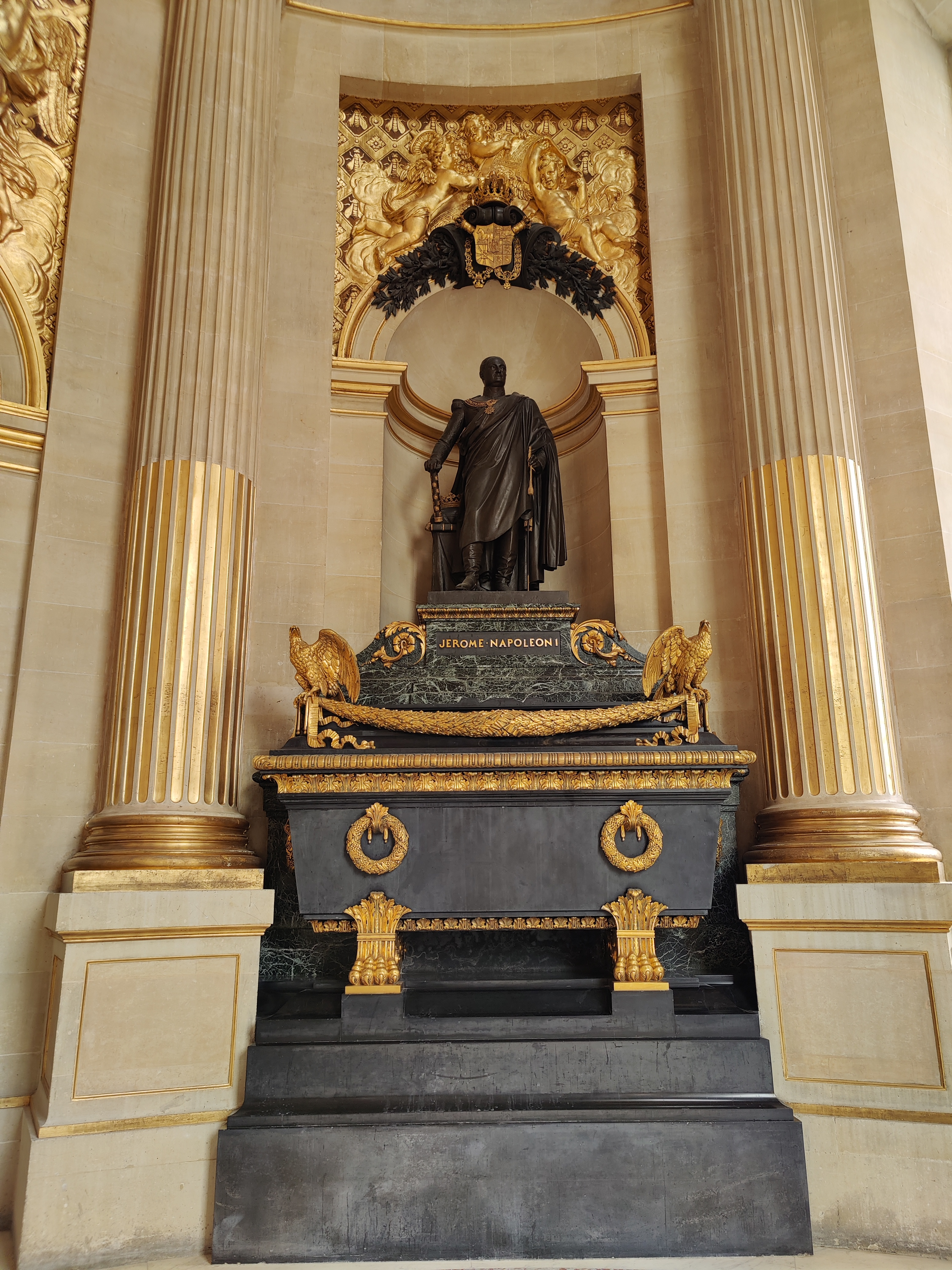
Tombe de Jérôme Bonaparte aux Invalides dans l'ancienne chapelle Saint-Jérôme.

Le nouvel empereur le réintègre dans le titre et les honneurs de prince impérial (1852), et met à sa disposition le Palais-Royal où il réside désormais.
En 1852, il peut acquérir le domaine de Vilgénis à Massy — où il meurt en 1860 — agrandit la maison bourgeoise et ses communs dans le style Empire (un fronton porte ses armes), fait bâtir des écuries, agrandir le parc jusqu'à la Bièvre, qui est creusée afin de former deux lacs, dont l'un présente la forme du célèbre bicorne de son frère.
Il repose aux Invalides, non loin de ses frères aînés, Napoléon et Joseph ; son nom est gravé sous l'arc de triomphe de l'Étoile (5e colonne, Jᴇ BONAPARTE).
Ses Mémoires et sa Correspondance ont été publiés en 1863.

## Distinctions
- Grand-croix de la Légion d'honneur (1806)
- Médaille de Sainte-Hélène (1857)
- Ordre de Saint-André

## Famille

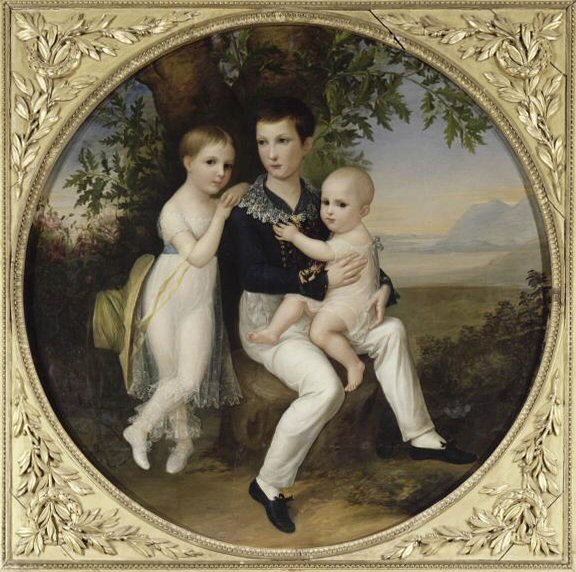
Les Enfants de Jérôme Bonaparte, de Michel Ghislain Stapleaux, Musée Fesch à Ajaccio.

- Le 24 décembre 1803, à Baltimore (États-Unis), il épouse Elizabeth Patterson (1785-1879), sans l'aval de Napoléon, alors qu'il n'est pas majeur. Par décret impérial du 11 mars 1805, le mariage est déclaré nul ainsi que l'enfant qui naquit de cette union illégitime, car contracté à l'étranger et sans autorisation familiale. Un fils est né de cette union :
  - Jérôme Napoléon (1805-1870), qui a lui-même deux fils :
    - Jérôme Napoléon II (1830-1893), officier dans l'US Army puis colonel dans l'armée française sous Napoléon III ;
    - Charles Joseph Bonaparte-Patterson (1851-1920), qui sera secrétaire à la Marine puis procureur général dans le cabinet du président américain Théodore Roosevelt.
- Le 22 août 1807, à Paris (France), il épouse la princesse Catherine de Wurtemberg (1783-1835) fille de Frédéric Ier roi du Wurtemberg. Ils ont trois enfants :
  - Jérôme Napoléon Charles, dit « prince de Montfort », né à Trieste le 24 août 1814 : il fut colonel dans l'armée de Wurtemberg et mourut le 12 mai 1847 à Florence ;
  - Mathilde Létizia, dite la princesse Mathilde, née le 27 mai 1820 et morte le 2 janvier 1904, qui épousa en 1840 le comte Anatole Demidoff, prince de San Donato (1813-1870) ; ils se séparèrent en 1847 ;
  - Napoléon Jérôme Joseph Charles, prince français, « le prince Napoléon », dit "Plon-Plon", né le 9 septembre 1822 et mort le 17 mars 1891, qui épouse en 1859 Marie-Clotilde de Savoie (1843-1911), fille de Victor-Emmanuel II roi d'Italie.
- Jérôme Bonaparte épouse en 1840 Justine Pecori-Suárez[8],[9] (1811-1903, veuve du marquis Louis Bartolini-Baldelli) une première fois religieusement à Florence, puis civilement le 19 janvier 1853 à Paris. Selon la volonté du prince Jérôme, leur mariage est tenu secret de son vivant.

L'actuel aîné des Bonaparte, Charles Napoléon, né en 1950 et fils de Louis Napoléon (1914-1997), est un descendant en ligne agnatique du prince Jérôme.

## Liaisons

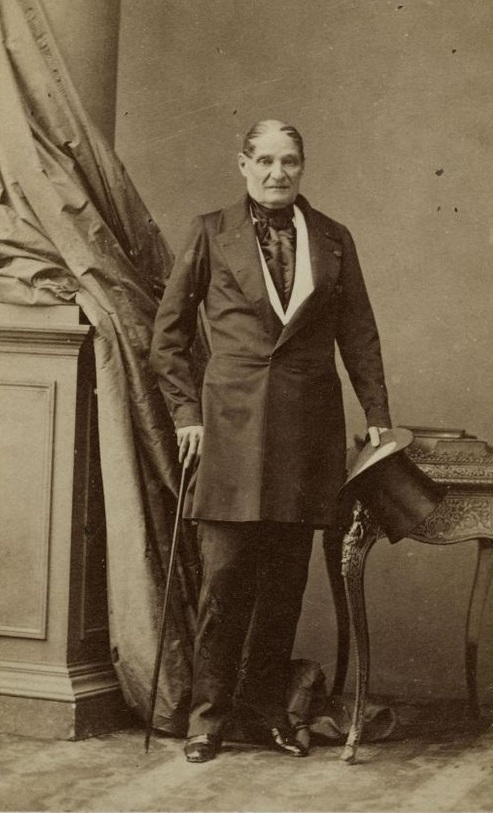
Photographie de Jérôme Bonaparte (date estimée : 1852). Cette photo a peut-être inspiré à Roland Barthes son ouvrage La Chambre claire.

Parmi les nombreuses maîtresses de Jérôme Bonaparte, on cite :
- La Génoise Blanche Carrega (« sa préférée ») ;
- La comtesse Truchsess von Waldburg, née princesse de Hohenzollern-Hechingen, dame d'honneur de son épouse ;
- L'épouse du général de Coudras ;
- La comtesse de Bocholtz ;
- La comtesse de Löwenstein-Wertheim ;
- La marquise d'Azzolino ;
- La comtesse Collin de Plancy[réf. nécessaire].

Jérôme Bonaparte aura plusieurs enfants naturels, dont :
- Karl Philipp Heinrich Bach (1811-1870), cartographe de talent, père de Ferdinand Bac ;
- nées de Diane de Waldner de Freundstein[10] :
  - Jenny von Pappenheim (1811-1890), et postérité. Sa petite-fille est l'écrivain Lily Braun ;
  - Pauline de Pappenheim (11 juillet 1813 - 1873), « Mère Marie de la Croix », religieuse au couvent des oiseaux
- nés de Marie Justine Semplais [réf. nécessaire]:
  - Jérôme Bonaparte Semplais (Paris 1840-Thiers 1900), qui eut une descendance [réf. nécessaire];
  - Paul Bonaparte Semplais (Paris 1845-Paris 1845)
- enfant attribué de la princesse indienne Atcha Minoar [réf. nécessaire]:
  - Giulio (1820-1856) [réf. nécessaire]

## Portrait physique
« Le roi est un jeune homme gracieux, maigre avec des cheveux foncés et des yeux noirs. Son aspect a quelque chose de robuste, l'os de la joue est saillant et l'insolence de la jeunesse apparaît sous quelques légers plis déjà formés auprès des yeux. Le menton et une forte nuque rappellent son frère auquel du reste il ne ressemble pas sous les autres rapports. »

— Moritz von Kaisenberg
Les photographies de Jérôme Bonaparte connues datent de la fin de sa vie. Dans La chambre claire, Roland Barthes écrit : « Un jour, il y a bien longtemps, je tombai sur une photographie du dernier frère de Napoléon, Jérôme (1852). Je me dis alors, avec un étonnement que depuis je n’ai jamais pu réduire : « Je vois les yeux qui ont vu l’Empereur. » »

## Dans la culture

### Télévision
Dans la série télévisée La Guerre des trônes, la véritable histoire de l'Europe (2024), Jérôme Bonaparte est interprété par Jérémy Charvet.